# Fior di loto (film 1922)
Fior di loto (The Toll of the Sea) è un film muto del 1922 diretto da Chester M. Franklin con Anna May Wong nel suo primo ruolo da protagonista, ed è conosciuto per essere stato il primo film a colori di Hollywood.
La storia si ispira a quella di Madama Butterfly, anche se ambientata in Cina anziché in Giappone.

## Trama
La giovane Lotus Flower soccorre uno sconosciuto svenuto che trova in acqua vicino alla spiaggia. L'uomo è Allen Carver, un americano che sta viaggiando per la Cina. I due si innamorano e Allen promette di venire a prendere la ragazza al momento del suo ritorno negli Stati Uniti. Ma gli amici di Allen lo dissuadono dal farlo, e lui ritorna a casa da solo.
Tempo dopo i due amanti si rivedono, ma molte cose sono cambiate: Lotus Flower ha avuto un figlio e Allen è ritornato in Cina con sua moglie. Lotus viene convinta che il bambino starà meglio con il padre in America. Rimasta sola, Lotus va verso il mare e si annega.

## Produzione

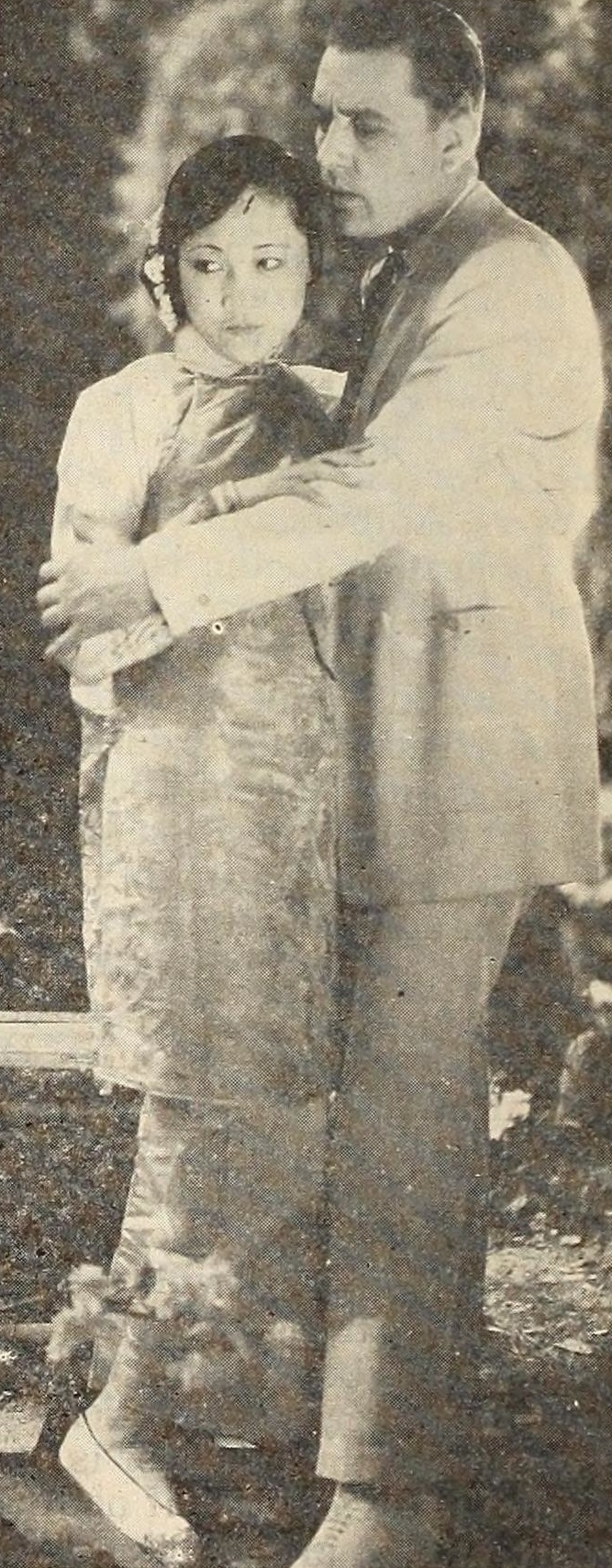
Kenneth Harlan e Anna May Wong

Il film fu prodotto dalla Technicolor Motion Picture Corporation, con la supervisione (non accreditato) di Herbert T. Kalmus. Venne girato in un primitivo Technicolor 2-strip (o Technicolor Process 2).
Si tratta del primo film a colori prodotto a Hollywood, il secondo girato usando il sistema del Technicolor 2-strip e il settimo della storia del cinema. La pellicola, oltretutto, per essere proiettata nelle sale, non aveva bisogno di uno speciale proiettore come i film precedenti.

## Distribuzione

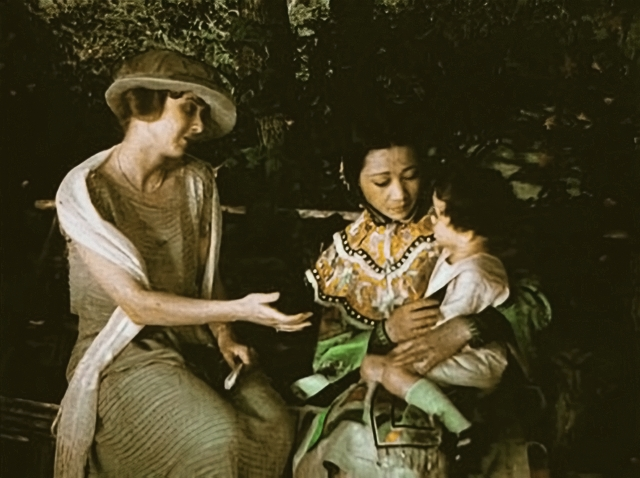
Beatrice Bentley, Anna May Wong e la piccola Polly Moran

Distribuito dalla Metro Pictures Corporation, il film fu presentato in prima a New York il 26 novembre 1922. Uscì poi nelle sale il 22 gennaio 1923. In Giappone, venne presentato l'11 aprile del 1924. In Spagna, il titolo venne tradotto come El tributo del mar.
Il negativo del film sopravvive meno gli ultimi due rulli. La copia della pellicola viene conservata negli archivi dell'UCLA Film and Television Archive. Nel 1985, l'archivio ha stampato il film dal negativo originale in 35 mm in nitrato.

### Restauro
Il film è stato restaurato nel 1985 e ultime sequenze mancanti sono state filmate sull'Oceano Pacifico nell'ottobre 1985 con una telecamera con pellicola Technicolor a 2 colori dell'epoca.